# Germanischer Tierstil

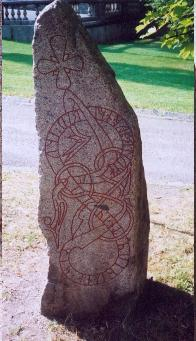
Wikingerzeitlicher Runenstein mit Tierstilelementen – Park der Universität Uppsala

Der Ausdruck Germanischer Tierstil oder Tierstil bezeichnet in der Stilgeschichte und der Archäologie eine Stilrichtung des Frühmittelalters in Teilen West-, Mittel- und Nordeuropas. Charakteristisch für diese Stilrichtung ist die Darstellung in sich verflochtener, stilisierter Tiere und Menschen. Kennzeichnend ist dabei die Auflösung menschlicher und tierischer Körper in Einzelformen, die das Grundmotiv oft bis zur Unkenntlichkeit abwandeln, sodass einzelne Tiere nur noch an bestimmten Attributen identifizierbar sind.

## Hintergrund
Nach heutigem Kenntnisstand geben die Bildwerke germanischer Kunst des ersten nachchristlichen Jahrtausends weder den individuellen künstlerischen Ausdruck einzelner Menschen noch die Ergebnisse eines freien künstlerischen oder kunsthandwerklichen Schaffens wieder. Die Bildwerke sind vorwiegend in einem religiösen oder spirituellen Kontext zu sehen. Bei der Ausgestaltung der Motive folgten die Künstler und Handwerker stets sehr engen Vorgaben und strengen gestalterischen Regeln. Je nach zu verzierendem Werkstoff wurden die vorhandenen Gestaltungs- und Motivelemente kombiniert, ohne dabei aber von den aktuellen Mode- oder Stilrichtungen abzuweichen. Die Bildwerke der Tierstile I und II zeigen eine große nord- und mitteleuropäische Gleichförmigkeit und es lassen sich keine regionalen Besonderheiten ausmachen, was die Vermutung nahelegt, dass sich die germanischen Kulturen damit bewusst von den benachbarten Kulturen abzugrenzen versuchten. Die Tierstile wurden kontinuierlich weiterentwickelt und nur gelegentlich durch stilistische Einflüsse aus anderen Kulturen beeinflusst.

## Beschreibung
Nach traditioneller Ansicht entwickelte sich der Germanische Tierstil in Skandinavien als so genannte Nordische Tierornamentik aus dem Vendelstil, der spätrömische und andere Verzierungsformen aufnahm. Dieser noch immer anzutreffenden Einschätzung wurde bereits frühzeitig mit Hinweis auf auffallende Übereinstimmungen mit der Kunst des eurasischen Steppengürtels widersprochen, die stattdessen hierin eine Fortsetzung des sogenannten Skythischen Tierstils erblicken. Nach Michael Rostovtzeff ist der Germanische Tierstil „eine sehr originelle Entwicklung des südrussischen Tierstils, der alle Besonderheiten dieses Stiles aufweist, nur daß er ihn schematisiert und geometrisiert.“
Der Germanische Tierstil bildete bald eigenständige Muster und breitete sich rasch über Mitteleuropa aus. Charakteristisch sind stilisierte Darstellungen von Drachen, Ebern, Schlangen, Wölfen und Vögeln wie Adler und Rabe. Seltener sind Pferde- und Menschendarstellungen.

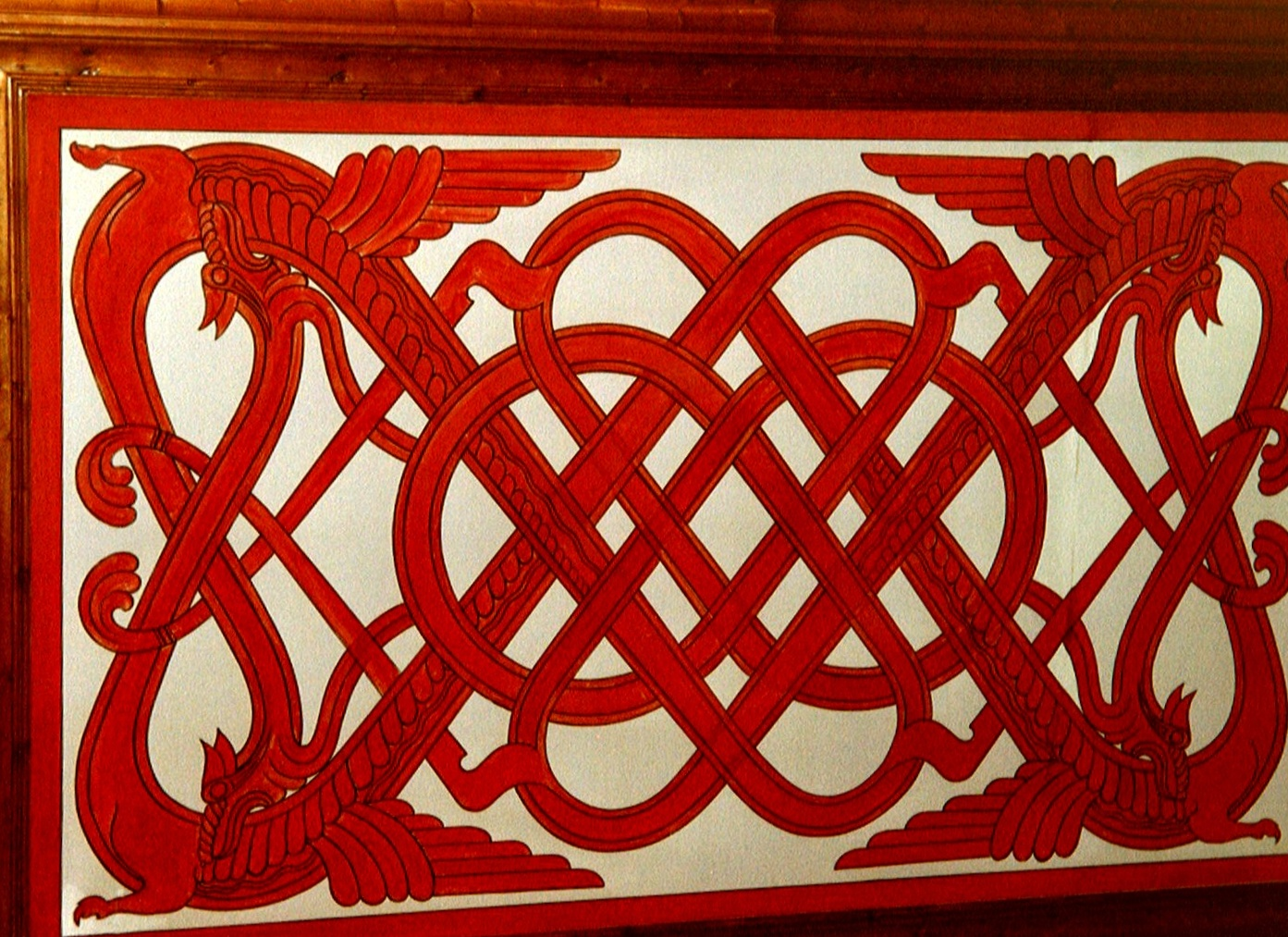
Modernes Ornament in Anlehnung an den Tierstil im Festsaal der Hochschule Ås/Akershus, Norwegen

## Stilrichtungen
Der Germanische Tierstil bildete im Laufe der Zeit verschiedene Richtungen aus, die der schwedische Archäologe Bernhard Salin (1861–1931) 1904 in Tierstil I bis III (Salins-Stil) kategorisierte:

### Nydamstil
Der Nydamstil entstand von der ersten Hälfte des 5. Jahrhunderts bis zur zweiten Hälfte. Er entwickelte sich vermutlich unter starkem Einfluss der provinzialrömischen Metallkunst (vor allem der Gürtelbeschläge). Während die Flächen mit floralem und geometrischem Dekor verziert sind (Ranken, Palmetten, Mäander etc.), befinden sich am Rand Tierfiguren.

### Tierstil I
Der Tierstil I entsteht in der 2. Hälfte des 5. Jahrhunderts vermutlich in Skandinavien, verbreitet sich jedoch rasch nach Mitteleuropa (Rheinland und Süddeutschland) sowie England. Die Tiere sind zunächst Vierfüßler und See-Wesen, naturalistisch dargestellt und klar separiert. Die Tiere sind zumeist, wie bei den spätrömischen Kerbschnittverzierungen, in kauernder Haltung an den Rändern der verzierten Objekte angeordnet. Im Gegensatz zum Nydam-Stil finden sich die Tiere nun als dominierende Elemente auf den Flächen. Zudem werden sie durch Umrandungen hervorgehoben. In der zweiten Hälfte des 5. Jahrhunderts verschwinden die See-Wesen völlig und die vierbeinigen Tiere dominieren.
Man unterteilt den Tierstil I in die Phasen A – D.
- A: Übergangsstil zwischen Nydam- und Tierstil.
- B: Die Tierkörper werden mittels querlaufender Striche herausgehoben (vor allem in Ostskandinavien und Pannonien/Ungarn verbreitet).
- C und D: Verbänderung. Die Tierkörper werden mit mehreren parallelen Bändern dargestellt. In Phase D werden diese ineinander verschlungen. Vorkommen vor allem in Süd- und Westskandinavien und Süddeutschland (Alemannen).

Die Phasen B – D stellen keine chronologische Abfolge dar, sondern kommen gleichzeitig vor, manchmal sogar auf demselben Gegenstand.
Der Tierstil I wird spätestens im letzten Drittel des 6. Jahrhunderts (Vendelzeit) langsam vom Tierstil II abgelöst, kommt neben diesem aber auch noch bis gegen Ende des 6. Jahrhunderts vor.

### Flechtbandornament
Verzierungen aus komplex verflochtenen Bändern und Linien. Diese Knotenmuster kamen etwa zur gleichen Zeit wie der Tierstil I aus dem Osten nach Mitteleuropa.
Flechtbandverzierungen sind aber schon in der Spätantike sowohl im römischen wie germanischen Gebieten im Gebrauch (z. B. römische Mosaikböden, Holzschnitzereien aus dänischen Opfermooren).

### Tierstil II
Ab ca. 570 n. Chr. bis ca. Mitte 8. Jahrhundert.
Die Entstehung von Tierstil II ist noch nicht mit Sicherheit geklärt. Galt früher, dass der Tierstil II eine Verschmelzung des Tierstils I aus dem Norden und der Flechtbandornamentik aus dem Süden sei (vor allem bei den Langobarden in Italien), so ist man sich heute nicht mehr sicher, wobei eine gegenseitige Beeinflussung und jeweilige Übernahme am wahrscheinlichsten erscheinen. Die rasche Ausbreitung des Tierstils II von Skandinavien, England bis Deutschland und Italien und die starken Ähnlichkeiten der Bildmotive über den ganzen Raum um 600 sprechen für einen intensiven Kontakt vermutlich wandernder Handwerker.
Klar ist auch nicht, wo der Tierstil II zuerst ausgebildet wurde. Eine Verbänderung und Verschlingung gibt es schon z. T. im Tierstil I (Phase D), so dass es manchmal schwierig ist zu unterscheiden, ob eine Darstellung noch Tierstil I oder schon II ist.
Es bestehen, wie beim Tierstil I, teilweise erhebliche Unterschiede in der Qualität der Ausführung (zum Teil verstanden einige Handwerker nicht mehr die Motive bei Anfertigung ihrer Kopie) und es kam zu Degenerationerscheinungen, bei denen man die (Tier)Gestalten nur unter Zuhilfenahme besser ausgeführter Vorbilder erkennen kann.
Unterschieden werden muss zwischen reiner Tierornamentik, bei der die Tiere im Vordergrund der Abbildung stehen und der Tierkörper klar mit Kopf, Körper und Füßen dargestellt ist, und Flechtbandmotiven, bei denen lediglich Tierköpfe angesetzt wurden (vor allem im Laufe des 7. Jahrhunderts auf dem europäischen Festland).
Die Tierdarstellungen werden dem Flechtbandmuster völlig untergeordnet. Die Tiere werden sehr stark abstrahiert und sind nur noch schwer zu erkennen. Gleichzeitig sind die einzelnen Tiere komplex ineinander verschlungen und verflochten. Teilweise werden die Flechtbandornamente so komplex und fehlerhaft, dass sie nicht mehr logisch auflösbar sind.

### Symbolik
Den Abbildungen und Motiven, welche im Tierstil I und II verwendet werden, spricht man eine magische Bedeutung als „Heilsbilder“ zu. Motive wie die „Maske zwischen den Tieren“ waren schon im Römischen Reich bekannt und stellten möglicherweise einen Gott oder Heros mit begleitenden heraldischen Tieren dar, ohne dass klar ist, welche Bedeutung diese Bilder und Motive im Norden hatten. Diskutiert wird eine unheilabwehrende (apotropäische) Wirkung. Ähnlich wie bei den nordischen Brakteaten muss jedoch mit einer „germanischen Uminterpretation“ gerechnet werden, bei welcher der Sinngehalt der germanischen Götter- und Mythenwelt angepasst wurde. Einzelne Tiere wie Pferd, Wolf, Adler und Eber könnten germanische Götter oder Totem-Tiere repräsentieren (vgl. germanische Personennamen mit Bezug zu Tieren wie zum Beispiel Eber-hard (Stark wie ein Eber); Wolf-gang = Wolfs-gänger, Wolfskrieger usw.); Arnold (althochdeutsch arn- → Adler-wald → Walter, Herrscher).
Letztendlich könnte es sich bei den Verzierungen (insbesondere des Tierstils II) um eine Art „Heraldik“ und Pikto- oder Hierogramme gehandelt haben, mit denen sich Gruppen (Gefolgschaften um einen mächtigen Anführer/Häuptling/König) identifizierten und ihre Verbundenheit demonstrierten.
Alle diese Deutungen sind spekulativ.

### Weitere Stilrichtungen
In der Wikingerzeit (ab etwa 800 n. Chr.) entwickelten sich in Nordeuropa mehrere eigenständige Stilrichtungen:
- Oseberg-Berdalstil vom 8. bis 9. Jahrhundert (besonders erstes bis drittes Viertel des 9. Jhs.): Es ist der erste eigene wikingerzeitliche Kunststil, der auch als 1. Greiftierstil bekannt ist. Benannt ist er nach dem berühmten Frauengrab in Oseberg im norwegischen Vestfold. Kleinwüchsige Tiere sind zu flächendeckenden Mustern zusammengestellt, die Verwendung von Schlaufen ist abgeschwächt, das plastische Relief hat mehrere Ebenen, so dass neue Licht- und Schattenwirkungen entstehen.
- Parallel zu Oseberg entstand der inzwischen nicht mehr als eigenständig angesehene Berdalstil (benannt nach dem Hauptfundort im westlichen Norwegen). Er ist vor allem in Jütland und in Norwegen verbreitet. Beim Oseberg-Berdalstil sind die Tiere immer zur Gänze dargestellt, mit betontem Vorder- und Hinterleib sowie vier Tatzen oder Klauen, die Rahmenteile der Darstellung oder andere Tiere erfassen, daher die Bezeichnung Greiftierstil. Der Kopf ist immer en face, mit Glotzaugen und Nackenschopf, wiedergegeben.
- Borrestil vom 9. bis 10. Jahrhundert (besonders 850/875 – 925/950; benannt nach dem Grabfund von Borre in Vestfold, Norwegen): Dichte, spiegelsymmetrische Motive, besonders Kreis und Quadrat, was zum Beispiel bei den Flechtbändern zum Ausdruck kommt, die die charakteristischen Ringketten und Brezelknoten bilden. Er stellt die zweite Phase des Greiftierstils dar. Verbreitet war er besonders im östlichen Norden. Beim Borrestil sind die Fabeltiere oft mit geometrischen Flechtbandornamenten verbunden. Abgelöst wurde der Greiftierstil vom Jellingestil.
- Jellingestil in der zweiten Hälfte des 10. Jahrhunderts (Jelling in Jütland): Ein einziges Motiv, nämlich band- und s-förmige Tiere.
- Mammenstil im 11. Jahrhundert (970/971 Prunk-Beil von Mammen in Dänemark). Neu ist die Darstellung einzeln stehender Motive.
- Ringerikestil vom 10. bis 11. Jahrhundert (besonders in Dänemark)
- Urnesstil vom 11. bis 12. Jahrhundert: Letzte ‚nordische’ Stilphase – bezeichnet nach den Fragmenten der ersten Kirche von Urnes in Sogn, Norwegen. Extrem stilisierte Vierbeiner, bandförmige Tiere und Schlangen. Der geflügelte Drache tritt zum ersten Mal in Skandinavien auf, möglicherweise nach angelsächsischen Vorbildern. Prinzip: offene Achterschlaufen und ein System aus mehreren Schlaufen, die ineinander greifen, nur zwei Linienstärken, Köpfe und Füße zu langschmalen Enden vereinfacht.

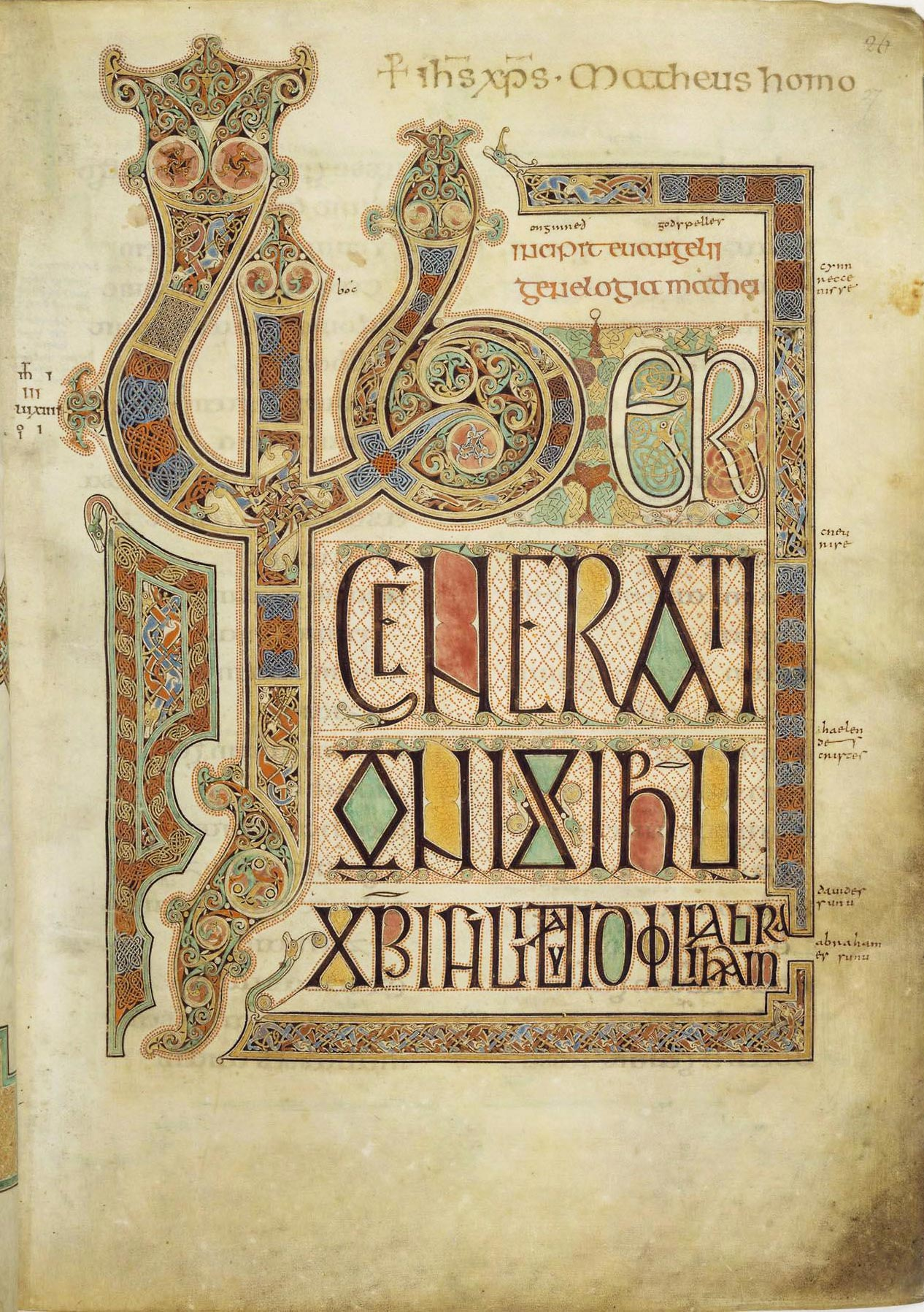
Initiale der Bibel von Lindisfarne
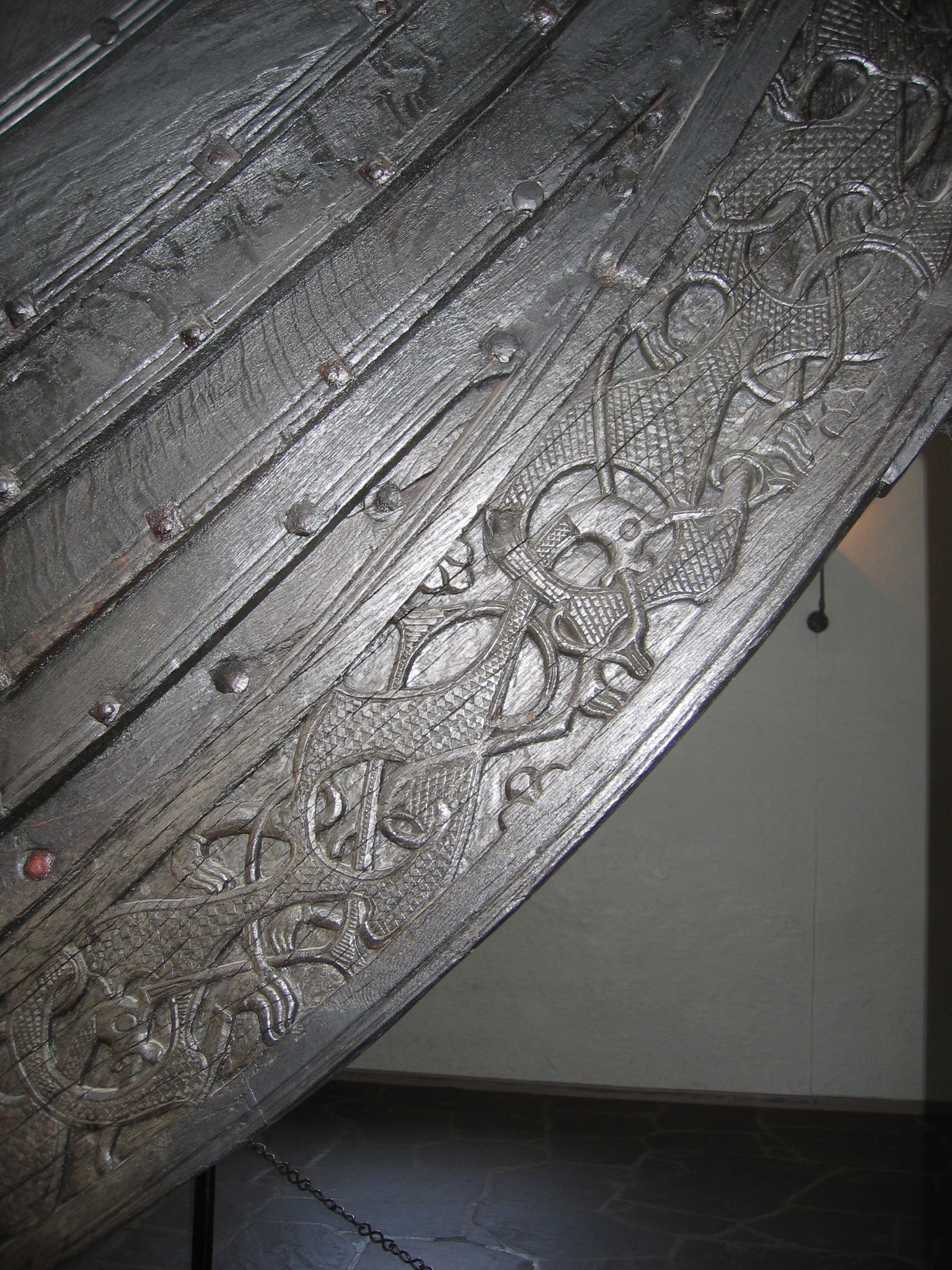
Detail des Osebergschiffs
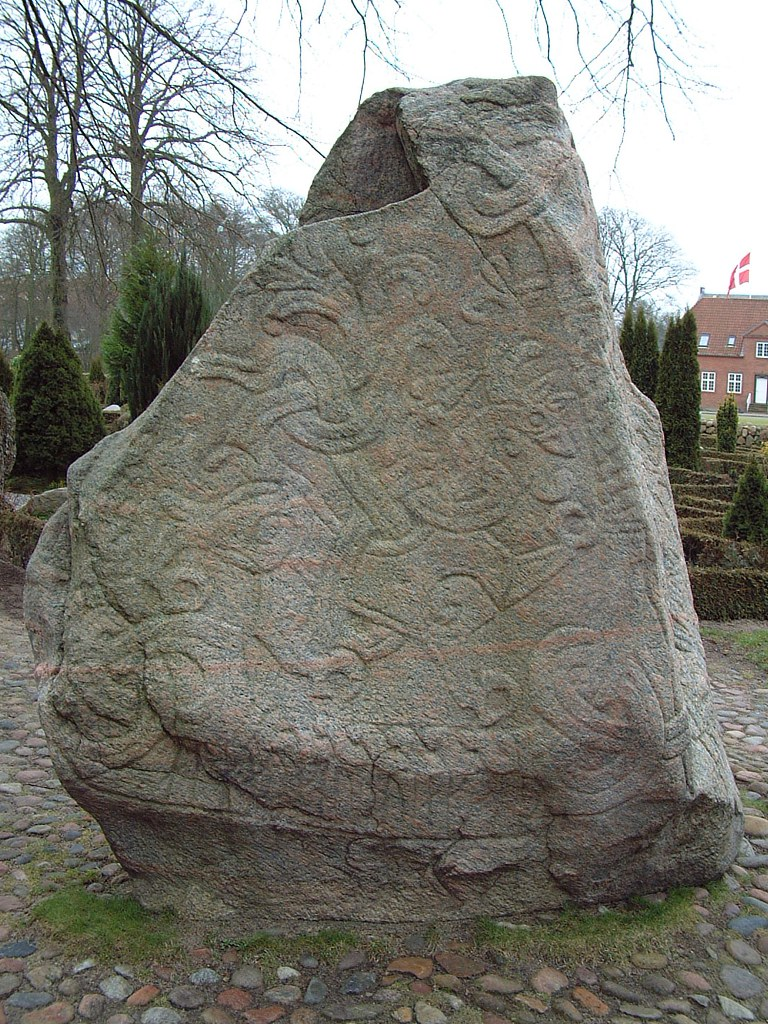
Stein von Jelling
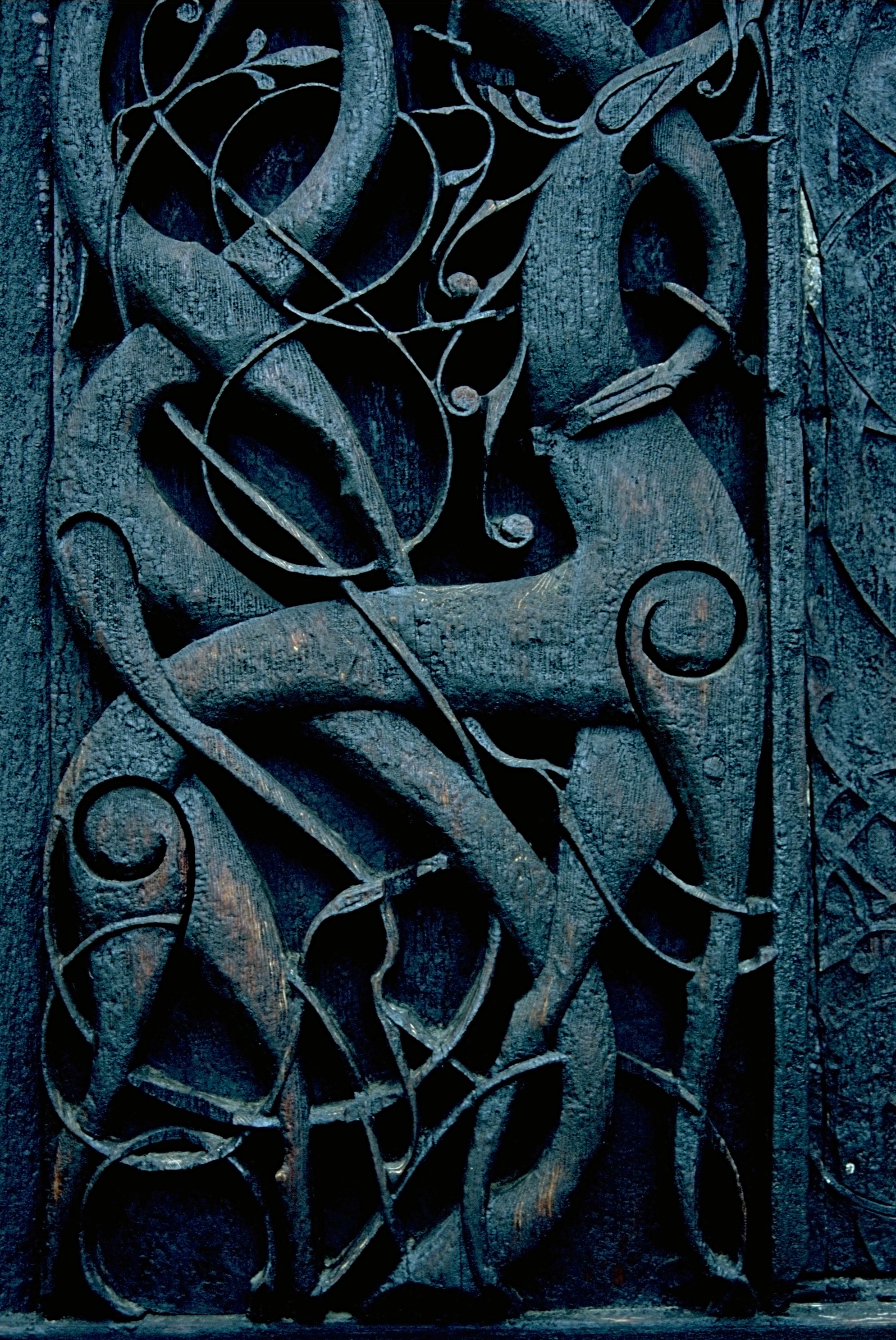
Tür von Urnes

## Belege
1. ↑  Alexandra Pesch: Von Tieren, Menschen und Untieren. In: Archäologischen Gesellschaft Schleswig-Holstein e. V. (Hrsg.): Archäologische Nachrichten aus Schleswig-Holstein. 2010, ISSN 0942-9107, S. 68–76, hier: 68–70.
2. ↑  Bernhard Salin: Die altgermanische Thierornamentik. Neue Auflage 1981. Fourier Verlag GmbH, Wiesbaden, Reprint d. Orig.-Ausg. 1935, ISBN 3-921695-60-0 (Darstellung der Entwicklung der germanischen Tierornamentik und Einteilung in die Stile I, II und III)
3. ↑  Michael Ivanovitch Rostovtzeff: Iranians & Greeks in south Russia,. The Clarendon Press, Oxford 1922, S. 191 ff. (worldcat.org [abgerufen am 16. September 2021]).
4. ↑  Franz Rolf Schröder: Altgermanische Kulturprobleme. Walter de Gruyter GmbH & Co KG, 2020, ISBN 978-3-11-155235-4, S. 25 (google.com [abgerufen am 16. September 2021]).